# Tendon calcanéen
Cet article concerne la partie anatomique. Pour l'expression courante, voir Talon d'Achille.
Le tendon calcanéen (ou tendon d'Achille) est un tendon du membre inférieur qui sert d'insertion au muscle triceps sural sur le calcanéus.
Il forme la partie inférieure du mollet et est situé au-dessus du talon. Sa longueur et donc celle du mollet sont variables selon le profil génétique de l'individu. Ainsi les coureurs de haut niveau ont la particularité d'avoir des mollets courts, voire très courts, et un long tendon d'Achille.
Il peut être le siège de blessures invalidantes comme la tendinite achilléenne ou la rupture du tendon d'Achille. Celles-ci peuvent être d'origine traumatique ou être l'effet secondaire d'un antibiotique de la classe des fluoroquinolones ou, dans une moindre mesure, de la prise de glucocorticoïdes ou de statines. La prise de plusieurs de ces médicaments simultanément augmente encore davantage leur risque d'apparition.

## Description
Le tendon calcanéen nait de la fusion, au niveau du tiers inférieur de la jambe.des lames tendineuses terminales des muscles gastrocnémien et soléaire, constituant le muscle triceps sural. Il est rejoint et fusionne parfois avec le tendon terminal du muscle plantaire.
Il s'insère sur le tubercule du calcanéum.
C'est un tendon plat et puissant. Il mesure de 12 à 15 cm de long pour une épaisseur de 5 à 6 mm. C'est le tendon le plus volumineux du corps humain. 

## Anatomie fonctionnelle
Le tendon d'Achille permet d'emmagasiner de l'énergie lors de la pose du pied, pour la restituer ensuite lors de la propulsion, ce qui permet d'économiser 50 % du coût métabolique de la course à pied. L'économie est bien plus faible pour la marche. 
Il peut supporter l'équivalent d'une charge de 400 kg

## Aspect clinique

### Tendinite
La tendinite achilléenne est une pathologie du tendon d'Achille qui se traduit par une tuméfaction initiale du tissu lésé pouvant rendre la marche ou toute activité physique douloureuse. Elle est initialement inflammatoire et progresse vers un remaniement de la structure du collagène ainsi qu'avec une inflammation neurogène. Elle concerne l'insertion du tendon sur le calcanéum ou le tiers moyen du tendon. Elle peut être due à une sur-utilisation. Il est possible de soulager le tendon par une talonnette ou en renforçant progressivement le tendon via un traitement actif en kinésithérapie. Elle nécessite rarement de la chirurgie.

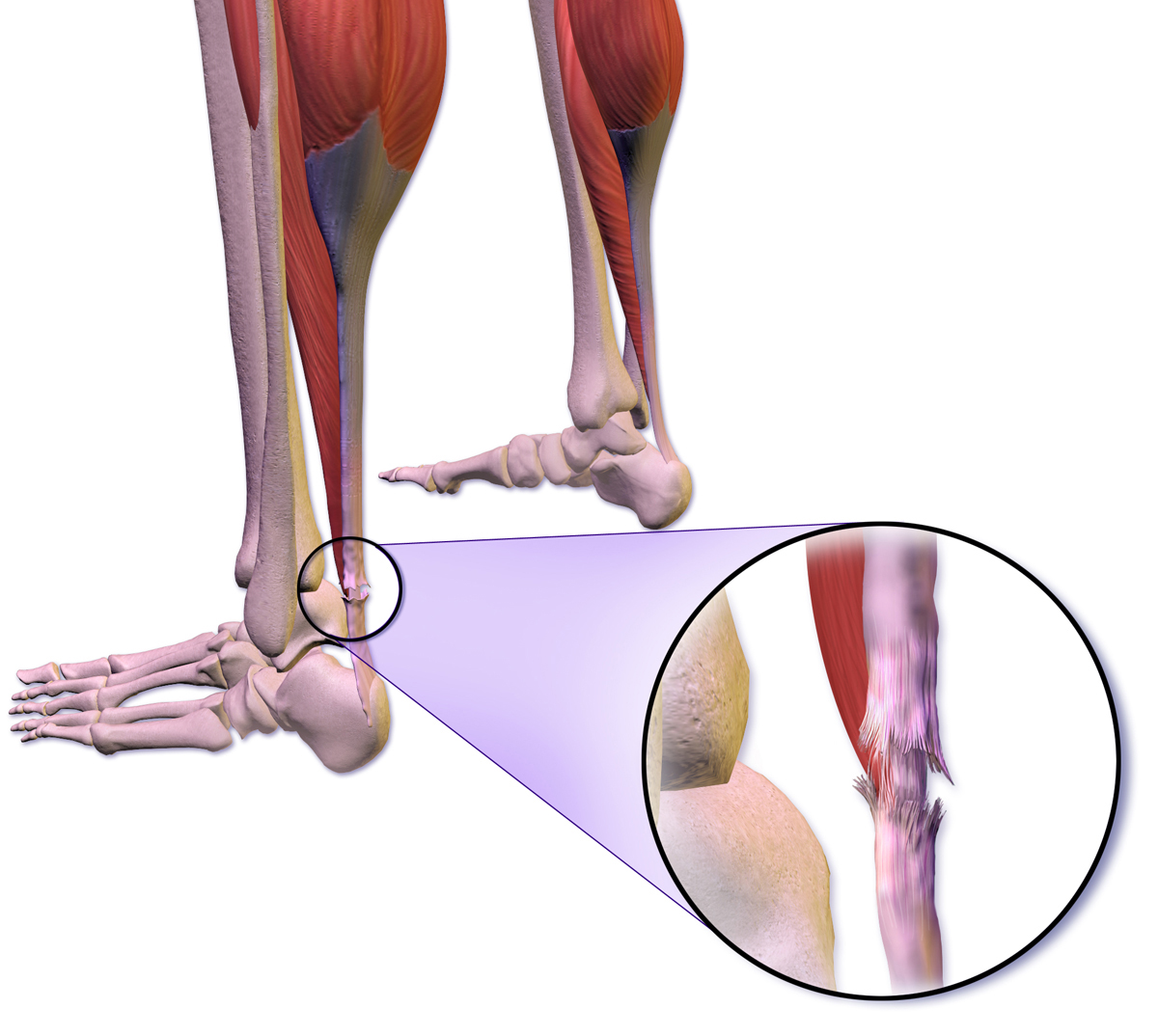
Déchirure du tendon calcanéen

### Rupture du tendon d'Achille

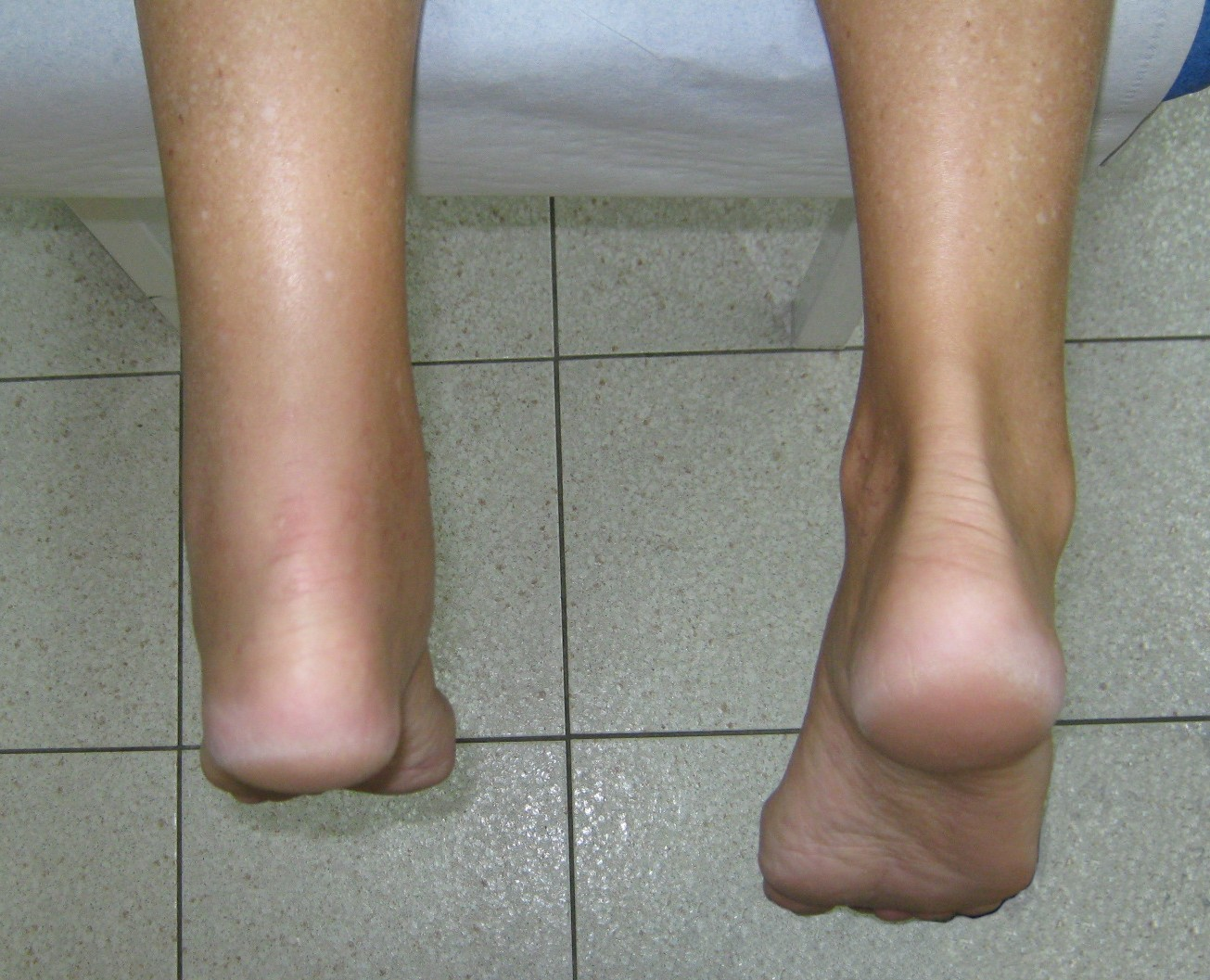
Rupture du tendon d'Achille gauche

Le tendon est relativement fragile et les accidents (ruptures) sont fréquents, principalement au cours d'activités sportives (tennis, volley-ball, badminton…), ou lors de traitements par antibiotique de type fluoroquinolone.

## Étymologie
L'expression tendon d'Achille est issue de la légende attachée au héros grec, Achille. Sa mère le plonge dans le Styx, l'un des fleuves des Enfers, pour que son corps devienne invulnérable ; son talon, par lequel le tient Thétis, n'est pas trempé dans le fleuve et reste celui d'un mortel. Achille sera tué d’une flèche expédiée par le prince Pâris, elle transpercera son talon droit.